# 湯原春綱
湯原 春綱（ゆはら はるつな）は、戦国時代から安土桃山時代にかけての武将。尼子氏、毛利氏の家臣。出雲国佐陀江の満願寺城主。水軍の将でもある。

## 生涯
永正11年（1514年）、出雲国の島根郡と秋鹿郡内に本領を持つ国人・湯原信綱の次男として誕生。
天文9年（1540年）9月26日の池ノ内の戦いで、兄の宗綱が討死したため、天文10年（1541年）1月1日に家督を相続した。
尼子氏が毛利氏の圧迫を受けて劣勢に追い込まれると、永禄5年（1562年）1月に天野隆重や大谷元親、桂元忠、児玉元実の勧誘により毛利氏に降り、同年9月27日に毛利元就・隆元父子と起請文を交わした。これ以後は毛利家臣として吉川元春に従い、月山富田城攻めに加わった。
永禄6年（1563年）3月6日、出雲意宇郡大草村における合戦で尼子方の黒田藤右衛門尉を自ら討ち取り、嫡男の元綱と共に元就から感状を与えられた。
出雲や伯耆国を始めとして中国地方各地を転戦した。この間、吉川元春からの偏諱を受けたと推測される。また、永禄10年（1567年）から永禄11年（1568年）にかけては瀬戸内海を越えて毛利氏の伊予出兵にも従軍した。
永禄12年（1569年）に尼子勝久を首領に戴く山中幸盛率いる尼子再興軍が隠岐国より出雲国へと侵入すると、元亀年間の初めに末次城に在番し、元亀2年（1571年）からは加賀城の在番も務めたが、春綱の叔父・米原広綱らが尼子再興軍に呼応して寝返ったことで春綱も離反を疑われた。そのため春綱は、同年7月23日に毛利氏への忠誠を誓う起請文を吉川元春に提出し、以後も毛利氏に従って尼子再興軍の撃破に貢献した。また、湯原春綱は水軍の武将でもあったので、隠岐島に渡海して尼子方の隠岐氏を降伏させた。
毛利氏と織田氏との戦いが始まると、天正7年（1579年）12月に美作国医王山城（祝山城）の在番を命じられ、天正8年（1580年）の医王山城攻防戦では、福田盛雅、塩谷元真、小川元政らと共に籠城し、織田方についた宇喜多氏の攻撃から城を死守した。この功により、同年1月に美作国の300貫の所領、3月24日に豊前守の受領名、4月には伯耆国で200石の所領を毛利輝元から与えられた。また、同年6月には織田信長の命を受けた羽柴秀吉から出雲一国を与える条件で寝返ることを求められたが、春綱はこの誘いを輝元に報告して忠節を示し、7月には輝元から因幡国と美作国で1000貫の知行宛行を約束された。しかし、医王山城の出城を守備していた米原景儀が毛利氏を離反したことで春綱離反の風説が流れ、9月に再び毛利氏への忠誠を誓う起請文を輝元に提出した。
天正13年（1585年）の四国攻めに従軍し、天正19年（1591年）8月26日に死去。享年78。家督は嫡男の元綱が継いだ。

## 系譜
- 父：湯原信綱[1]（?-?）
- 母：尼子国久の娘[1]（?-?）
- 室：富永元安の娘[1]（?-?）
  - 嫡男：湯原元綱[1]（?-1596）
  - 次男：富永安綱[1]（?-?）
  - 長女：江戸大方[1]（?-?） - 児玉元良継室[1]。
  - 次女：小周防大方[1]（?-?） - 波根元泰室[1]。
  - 三男：湯原広綱[1]（?-?）
  - 三女：大田信濃守室[1]、粟屋元信室[1]（?-?）
  - 四女：牛尾大方[1]（?-?） - 牛尾家寿（豊前守）室[1]